# Markus Ritterbach

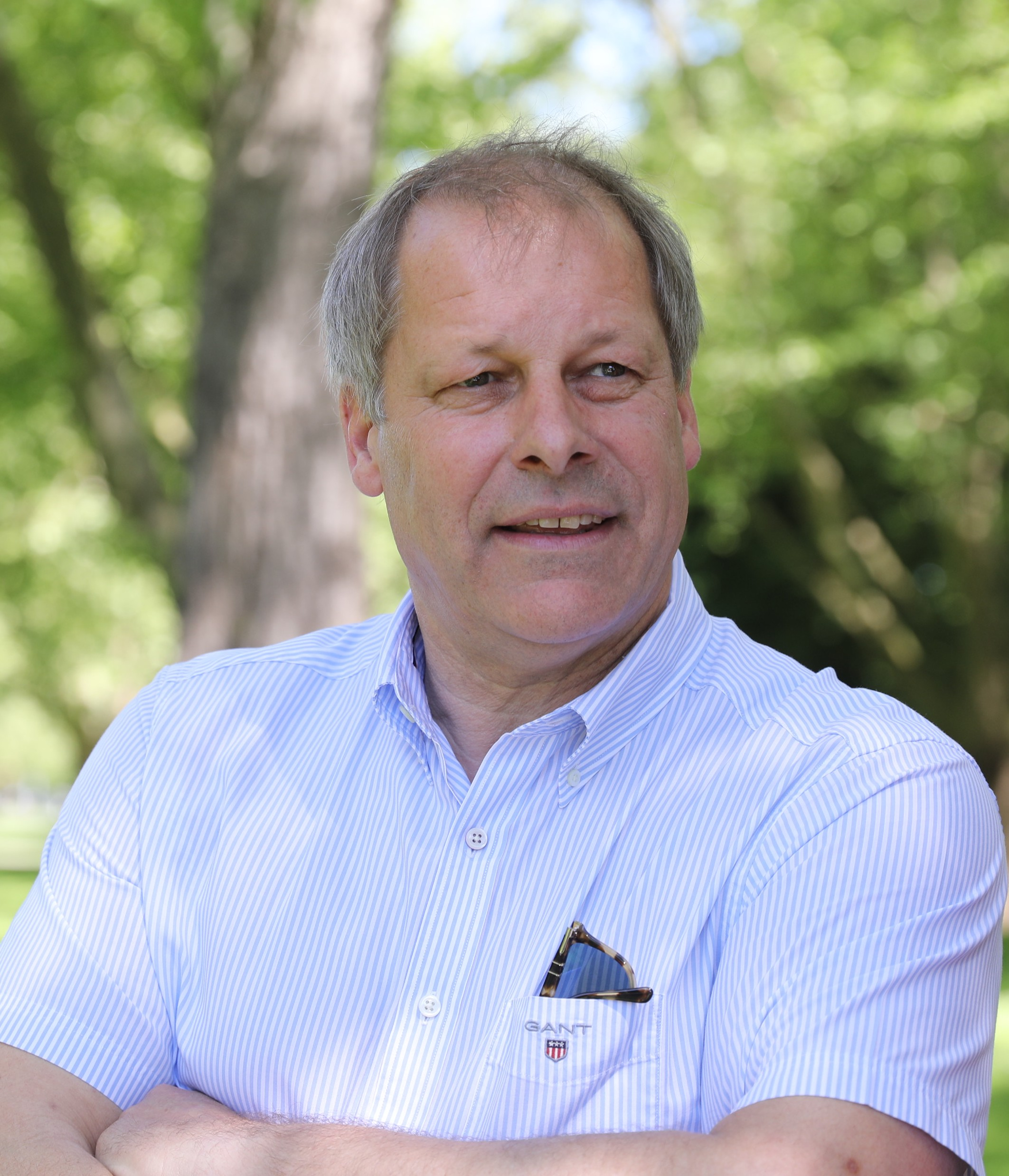
Markus Ritterbach (2018)

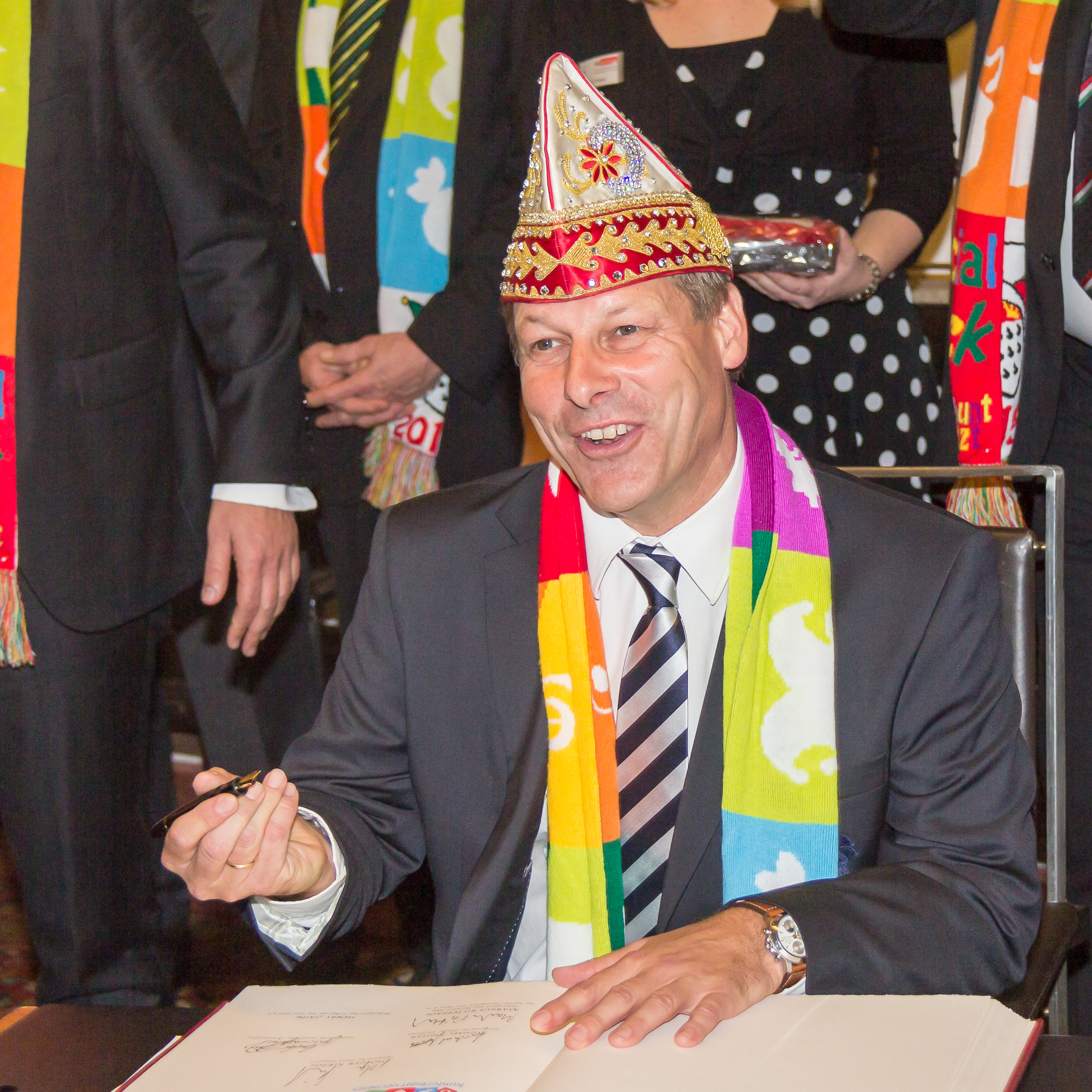
Ritterbach trägt sich nach der Unterzeichnung des Sessionsvertrages 2014/15 als Präsident des Festkomitees Kölner Karneval in das Gästebuch der Stadt Köln ein.

Markus Ritterbach (* 24. Juli 1963 in Köln) ist ein deutscher Unternehmer, Karnevals- und Fußballfunktionär.
Als geschäftsführender Gesellschafter leitet Markus Ritterbach die Ritterbach Verlag GmbH sowie die Marken- und Strategieberatung Ritterbach GmbH. Der Ritterbach Verlag verlegt die Schriften des Ministeriums für Schule und Bildung des Landes Nordrhein-Westfalen und bietet darüber hinaus eine große Auswahl an Fachbüchern und Publikationen für die Schulpraxis in NRW an.
Ritterbach war 12 Jahre lang Präsident des Kölner Festkomitees und war von 2012 bis 2019 Vizepräsident des 1. FC Köln.

## Ehrenämter
- 1998–2000: Vorsitzender der Wirtschaftsjunioren Köln e.V.[3]
- 2004–2017: Geschäftsführer der Gemeinnützigen Gesellschaft des Kölner Karnevals mbH
- 2005–2017: Präsident des Festkomitees Kölner Karneval von 1823 e.V.[4]
- seit 2014: Beirat des Fußball-Leistungszentrums Frechen, Gold-Kraemer-Stiftung[5]
- seit 2015: Kuratoriumsmitglied der Kulturstiftung Kölner Dom[6]
- seit 2015: Vorsitzender des Stiftungsrats Stiftung 1. FC Köln[7]
- seit 2017: Geschäftsführer der Joblinge gAG Köln[8]
- seit 2017: Mitglied Aufsichtsrat Festkomitee Kölner Karneval[9]
- Ehrenpräsident Festkomitee Kölner Karneval
- Ehrenmitglied in ca. 60 Karnevalsgesellschaften